# W hołdzie królowi
W hołdzie królowi. Opowieści poświęcone J.R.R. Tolkienowi (ang. After the King. Stories in Honour of J.R.R. Tolkien) – wydana w roku 1992
antologia opowiadań fantasy, pod redakcją Martina H. Greenberga. Polską edycję wydała oficyna Zysk i S-ka w 1999 roku.
Na tylnej okładce książki umieszczono notę: Znani i cenieni pisarze s-f i fantasy (...) napisali opowiadania „w stylu Tolkiena”, inspirowane twórczością mistrza.
W antologii zawarto opowiadania
- Stephen R. Donaldson – Reave Sprawiedliwy (Reave the Just)
- Terry Pratchett – Trollowy most (Troll Bridge)
- Robert Silverberg – Nocne czuwanie w świątyni (A Long Night's Vigil at the Temple)
- Elizabeth Ann Scarborough – Smok z Tollin (The Dragon of Tollin)
- Poul i Karen Anderson(inne języki) – Czas miary (Faith)
- Fredric Brown – W porze majenia studni (In the Season of the Dressing of the Wells)
- Patricia A. McKillip – Bractwo smoka (The Fellowship of the Dragon)
- Harry Turtledove – Przynęta (The Decoy Duck)
- Andre Norton – Dziewięć złotych nici (Nine Threads of Gold)
- Charles de Lint – Czarodziej (The Conjure Man)
- Dennis L. McKiernan(inne języki) – Dom Halflingów (The Halfling House)
- Emma Bull – Srebro czy złoto (Silver or Gold)
- Karen Haber(inne języki) – Pofruniemy (Up the Side of the Air)
- Peter S. Beagle – Naga (The Naga)
- Mike Resnick – Bunt Śliwkosłodkich Elfów (Revolt of the Sugar Plum Fairies)
- Jane Yolen – Król Zimy (Winter’s King)
- Barry N. Malzberg(inne języki) – Götterdämmerung
- Gregory Benford – Rzeczną drogą (Down the River Road)
- Judith Tarr – Śmierć i dama (Death and the Lady)